# Mervièlh de Montpelhièr
Mervièlh de Montpelhièr (en francès Murviel-lès-Montpellier) és un municipi occità del Llenguadoc situat al departament de l'Erau, a la regió del llenguadoc-Rosselló.